# Tiếng Lillooet
Tiếng Lilooet /ˈlɪloʊɛt/, (St̓át̓imcets / Sƛ̓aƛ̓imxǝc, /ˈʃt͡ɬʼæt͡ɬʼjəmxət͡ʃ/) là ngôn ngữ bị đe dọa thuộc nhóm ngôn ngữ Salish nội địa, được sử dụng bởi người St'át'imc ở phía Nam British Columbia, Canada, và giữa các con sông Fraser và Lillooet (khoảng 580 người bản xứ, đặc biệt là những người hơn 60 tuổi sử dụng ngôn ngữ này). Người Hạ Lillooet gọi tên ngôn ngữ này là Ucwalmícwts, vì St̓át̓imcets có nghĩa là "ngôn ngữ của người Sat̓", v.d. người Thượng Lillooet của sông Fraser.

## Phân loại
Tiếng St̓át̓imcets có hai phương ngữ chính:
- Thượng/Bắc St̓át̓imcets (còn được gọi là St̓át̓imcets, Fountain)
- Hạ/Nam St̓at̓imcets (còn được gọi là Lil̓wat7úlmec, Mount Currie)

Phương ngữ Thượng St̓át̓imcets sử dụng tại Fountain, Pavilion, Lillooet và các khu vực lân cận, trong khi phương ngữ Hạ St̓at̓imcets sử dụng tại Mount Currie và các khu vực lân cận. Có một phương ngữ con được gọi là Skookumchuck sử dụng trong khu vực của phương ngữ Hạ St̓át̓imcets. Tuy nhiên không có thông tin nào được cung cấp trong van Eijk (1981, 1997) (là những nguồn tham khảo chính cho bài viết này). Một phương ngữ con thường được dùng bởi các nhánh ở sông Hạ Lillooet dưới hồ Lillooet là Ucwalmicwts.
Chương trình phục hồi ngôn ngữ "Clao7alcw" (Raven's Nest) tại Mount Currie, là nơi sinh sống của người Lil'wat, được thực hiện bằng ngôn ngữ của họ và là trọng tâm trong luận án Thạc sĩ của Onowa McIvor.
Tính đến  năm 2014, "Hiệp hội Hành lang Eo biển— một thực thể được hình thành từ các thành viên Hội đồng từ First Nations và các đối tác giáo dục để cải thiện khả năng tiếp cận và thực hiện của thổ dân trong giáo dục và đào tạo sau trung học— ... [đã] phát hành một chương trình bằng tiếng Lil'wat."

## Chính tả
Có hai loại chính tả, trong đó có chính tả ngữ âm Bắc Mỹ được phát minh bởi trường Mount Currie và được sử dụng bởi Hội đồng Lillooet, và chính tả chỉnh sửa bởi Bouchard của Hội Ngôn ngữ, Văn hóa và Giáo dục Thượng St̓át̓imc. Chính tả sau khác ở chỗ /tɬʼ/ được viết ⟨t̓⟩, nhưng nó được ưa chuộng hơn trong nhiều cộng đồng nói tiếng Lillooet hiện đại.
| Ngữ âm    | Chính tả  | Chính tả  |
| Nguyên âm | Nguyên âm | Nguyên âm |
| --------- | --------- | --------- |
| /e/       | i         | i         |
| /o/       | u         | u         |
| /ə/       | ǝ         | e         |
| /ɛ/       | a         | a         |
| /ɛ/       | ị         | ii        |
| /ɔ/       | ụ         | o         |
| /ʌ/       | ǝ̣         | v         |
| /a/       | ạ         | ao        |
| Phụ âm    |           |           |
| /p/       | p         | p         |
| /pʼ/      | p'        | p̓         |
| /t/       | t         | t         |
| /tɬʼ/     | ƛ'        | t̓         |
| /tʃ/      | c         | ts        |
| /tʃˠ/     | c̣         | ṯs̱        |
| /tsʼ/     | c'        | ts̓        |
| /k/       | k         | k         |
| /kʷ/      | kʷ        | kw        |
| /kʼ/      | k'        | k̓         |
| /kʷʼ/     | k'ʷ       | k̓w        |
| /q/       | q         | q         |
| /qʷ/      | qʷ        | qw        |
| /qχʼ/     | q'        | q̓         |
| /qχʷʼ/    | q'ʷ       | q̓w        |
| /ʔ/       | ʔ         | 7         |
| /ʃ/       | s         | s         |
| /ʃ̠/       | ṣ         | s̠         |
| /x/       | x         | c         |
| /xʷ/      | xʷ        | cw        |
| /χ/       | x̌         | x         |
| /χʷ/      | x̌ʷ        | xw        |
| /m/       | m         | m         |
| /ˀm/      | m'        | m̓         |
| /n/       | n         | n         |
| /ˀn/      | n'        | n̓         |
| /ɬ/       | ɬ         | lh        |
| /z/       | z         | z         |
| /zʼ/      | z'        | z̓         |
| /ɣ/       | ɣ         | r         |
| /ɣʷ/      | w         | w         |
| /ɣʼ/      | ɣ'        | r̓         |
| /ɣʷʼ/     | w'        | w̓         |
| /ʕ/       | ʕ         | g         |
| /ʕʷ/      | ʕʷ        | gw        |
| /ʕʼ/      | ʕ'        | g̓         |
| /ʕʷʼ/     | ʕ'ʷ       | g̓w        |
| /h/       | h         | h         |
| /j/       | y         | y         |
| /ˀj/      | y'        | y̓         |
| /l/       | l         | l         |
| /ḻ/       | ḷ         | ḻ         |
| /ˀl/      | l'        | l̓         |
| /ˀḻ/      | ḷ'        | l̠̓         |